# Desa Lenang (administrativ by i Indonesien, lat -9,43, long 119,74)
Desa Lenang är en administrativ by i Indonesien.   Den ligger i provinsen Nusa Tenggara Timur, i den södra delen av landet, 1 500 km öster om huvudstaden Jakarta. Desa Lenang ligger på ön Pulau Sumba.